# Последний герой (фильм)
«Последний герой» — фильм, посвящённый памяти Виктора Цоя, легендарного музыканта, лидера группы «Кино», погибшего в автокатастрофе. В фильме снимались родственники, друзья, близкие. Также в киноленте представлены отрывки из фильмов с его участием, любительские съёмки, концертные выступления.

## История
Предложения сделать картину о Викторе стали поступать к Алексею Учителю практически сразу же после аварии. Автор «Рока» обладал массой материала, не вошедшего в картину. Но режиссёр отказывался:
Во-первых, очень все это попахивало спекуляцией на имени. А во-вторых, у Виктора был близкий друг — Рашид Нугманов. Тот самый, что снял «Иглу». Право на фильм о Цое принадлежало ему. Именно поэтому я и предложил Нугманову: «Всё, что у меня есть — в твоём распоряжении». Но прошло около года, и Рашид признался: «Не могу. Мы с ним были слишком близки…». В общем, мне ничего не оставалось, как взяться за фильм самому.

## В фильме снялись
- Марианна Цой
- Георгий Гурьянов
- Александр Цой